# Calvin Say
Calvin K. Y. Say (* 1. Februar 1952 in Honolulu, Hawaii-Territorium) ist ein US-amerikanischer Politiker und seit 1977 Abgeordneter im Repräsentantenhaus von Hawaii für den 20. Wahlbezirk des Bundesstaates Hawaii. Er ist Mitglied der Demokratischen Partei.

## Leben und Wirken
Say ist verheiratet und hat zwei Kinder. Stationen seiner Ausbildung sind die St. Louis High School (Honolulu) und die University of Hawaiʻi at Mānoa, BEd. Er ist der Präsident eines Wirtschaftsunternehmens (Kotake Shokai Ltd.) und hat mehrere politische Funktionen inne. So amtierte er von 1999 bis 2013 als Präsident des Repräsentantenhauses von Hawaii (Speaker of the House). Er wurde dann von seinem Vorgänger Joseph M. Souki wieder abgelöst, blieb aber Abgeordneter.